# カラソ県
カラソ県（カラソけん、Departamento de Carazo）は、ニカラグア西南部の県である。北部にマナグア県、マサヤ県、南東部にグラナダ県、リバス県と接し、南西部は太平洋を臨む。パンアメリカンハイウェイが南北を通る。面積1,050km2、人口177,100人（2005年）、県都はヒノテペ（Jinotepe）である。

## 隣接する県
- マナグア県
- マサヤ県
- グラナダ県
- リバス県

## 下位行政区画
1. Diriamba
2. Dolores
3. El Rosario
4. ヒノテペ（英語版）
5. La Conquista
6. La Paz de Carazo
7. San Marcos
8. Santa Teresa